# Villaescusa (Cantabrie)
Villaescusa est une commune espagnole de Cantabrie située au fond de la baie de Santander.